# Райнхардт, Кнут
Кнут Райнхардт (нем. Knut Reinhardt; родился 27 апреля 1968 года в Хильден, Северный Рейн-Вестфалия) — немецкий футболист, бывший полузащитник известный по выступлениям за «Боруссию» (Дортмунд), «Байер 04» и сборную Германии.

## Клубная карьера
Райнхардт — воспитанник клуба «Байер 04». 10 апреля 1986 году в матче против мюнхенской «Баварии» он дебютировал в Бундеслиге. 13 июня в поединке против «Юрдинген 05» Райнхардт забил свой первый гол за «аспириновых». В 1988 году он помог «Байеру» завоевать Кубок УЕФА.
Летом 1991 года Кнут перешёл в дортмундскую «Боруссию». В составе новой команды он дважды выиграл Бундеслигу, а также стал обладателем Кубка чемпионов и Межконтинентального кубка. В составе «Боруссии» Райнхардт выступал на протяжении восьми сезонов.
В 2000 году он перешёл в «Нюрнберг», где и завершил карьеру в возрасте 32 лет. После окончания карьеры Райнхардт пошёл работать школьным учителем.

## Личная жизнь
Был женат на учительнице начальных классов Конни Райнхардт, которая в 1997 году родила ему сына Лассе. Позже Конни вышла замуж во второй раз: её новым избранником стал голкипер сборной Германии по футболу Йенс Леманн, который также усыновил Лассе.

## Международная карьера
В 1987 году в составе молодёжной сборной Германии Кунт завоевал серебряные медали молодёжного чемпионата мира в Чили. На турнире он забил два гола в ворота команд Шотландии и Болгарии.
21 сентября 1988 года в товарищеском матче против сборной СССР Райнхардт дебютировал за сборную Германии, заменив во втором тайме Ханса Пфлюглера.

## Достижения
Командные
 «Байер 04»
- Обладатель Кубка УЕФА — 1987/1988

 «Боруссия» (Дортмунд)
- Чемпионат Германии по футболу — 1994/1995
- Чемпионат Германии по футболу — 1995/1996
- Обладатель Кубка чемпионов — 1996/1997
- Обладатель Межконтинентального кубка — 1997

Международные
 Германия (до 21)
- Чемпионат мира по футболу среди молодёжных команд — 1987